# Kanaş
Kanaş o Kanaix (txuvaix i rus: Канаш, del txuvaix Kanaş, «soviet, consell») és una ciutat de la República de Txuvàixia, a Rússia. Es troba a uns 80 km al sud de Xupaixkar/Txeboksari, la capital de la república. El 2021 tenia 44.354 habitants.